# Valner Franković
Valner Franković, född den 9 juli 1968 i Raša, Kroatien, är en kroatisk handbollsspelare.
Han tog OS-guld i herrarnas turnering i samband med de olympiska handbollstävlingarna 1996 i Atlanta.